# Godzilla Against Mechagodzilla
Godzilla Against Mechagodzilla är en japansk film från 2002 regisserad av Masaaki Tezuka. Det är den tjugosjätte filmen om det klassiska filmmonstret Godzilla.

## Handling
För att skydda landet från ytterligare en Godzillaattack tillverkar regeringen en robot av benen från monstret som attackerade Tokyo för nästan femtio år sedan.

## Om filmen
Filmen är inspelad i studio i Tokyo, den hade världspremiär vid filmfestivalen i Tokyo den 2 november 2002 och har inte haft svensk premiär.

## Rollista (urval)
- Yumiko Shaku - Akane Yashiro
- Shin Takuma - Tokumitsu Yuhara
- Kana Onodera - Sara Yuhara
- Masaaki Tezuka - underhållsarbetaren som passerar i scenen efter eftertexterna (cameoframträdande)